# Andrew Ilie
Pour les articles homonymes, voir Ilie.
 (avril 2008).
Si vous disposez d'ouvrages ou d'articles de référence ou si vous connaissez des sites web de qualité traitant du thème abordé ici, merci de compléter l'article en donnant les références utiles à sa vérifiabilité et en les liant à la section « Notes et références ».
Andrew Ilie, né le 18 avril 1976 à Bucarest, est un joueur de tennis australien, d'origine roumaine.
Joueur râble (1,80 m pour 80 kg), il était plutôt spécialiste des surfaces lentes, contrairement à bon nombre de joueurs australiens.

## Carrière
Il a remporté deux titres en simple durant sa carrière professionnelle débutée en 1994 : à Coral Springs en 1998 et à Atlanta en 2000. Son meilleur classement : 38e en 2000.
En Grand Chelem, ses meilleures performances ont été des huitièmes de finale à l'Open d'Australie en 1999 et 2001.
Il est surtout resté célèbre pour déchirer ses chemises sur la balle de match pour fêter ses grandes victoires.

## Palmarès

### Titres en simple messieurs
| No | Date       | Nom et lieu du tournoi                                | Catégorie   | Dotation  | Surface      | Finaliste          | Score    |          |
| -- | ---------- | ----------------------------------------------------- | ----------- | --------- | ------------ | ------------------ | -------- | -------- |
| 1  | 04-05-1998 | America's Red Clay Tennis Championship, Coral Springs | Int' Series | 245 000 $ | Terre (ext.) | Davide Sanguinetti | 7-5, 6-4 |          |
| 2  | 10-04-2000 | Galleryfurniture.com Tennis Challenge, Atlanta        | Int' Series | 350 000 $ | Terre (ext.) | Jason Stoltenberg  | 6-3, 7-5 | Parcours |

### Finale en simple messieurs
| No | Date       | Nom et lieu du tournoi                            | Catégorie   | Dotation  | Surface      | Vainqueur    | Score         |          |
| -- | ---------- | ------------------------------------------------- | ----------- | --------- | ------------ | ------------ | ------------- | -------- |
| 1  | 22-05-2000 | International Raiffeisen Grand Prix, Sankt Pölten | Int' Series | 400 000 $ | Terre (ext.) | Andrei Pavel | 7-5, 3-6, 6-2 | Parcours |